# Papercraft

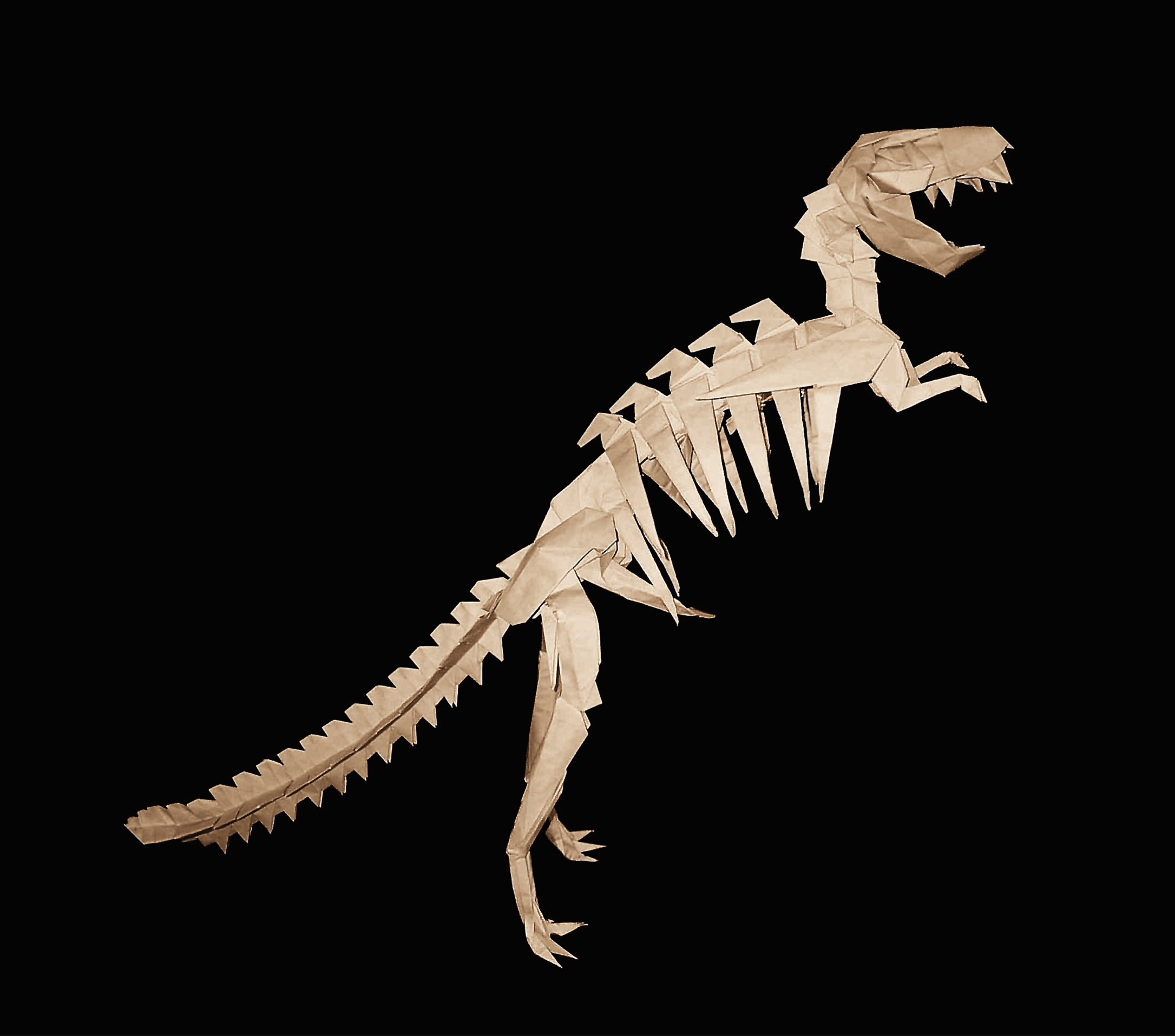
Exemplo de um papercraft

Papercraft ou pepakura é um método de construção de objectos tridimensionais a partir de papel, semelhante ao origami. Contudo, distingue-se em que a construção geralmente é feita com vários pedaços de papel, e esses pedaços são cortados com tesoura e fixados uns aos outros com cola, em vez de se suportarem individualmente.
Uma vez que os modelos de papercraft podem ser facilmente impressos e montados, a Internet tornou-se um meio popular para a sua divulgação.
Um software chamado Pepakura Designer é capaz de converter os polígonos de um arquivo em 3D para um modelo de papercraft o que facilitou que pessoas criassem seus próprios modelos.